# 大甲斷層
大甲斷層（英語：Tachia Fault）是台灣台中的逆斷層，長約30公里，斷層走向為北北東走向。此斷層位於苗栗縣通霄附近經大甲、甲南、清水、沙鹿至臺中市大肚。
斷層的南段，也就是甲南至大肚部分以前稱為清水斷層，長約22公里。斷層可能在全新世活動過，暫列為第一類活動斷層。
大甲斷層有明顯的線狀崖，但是尚未發現斷層露頭。由野外調查與鑽探岩芯中的岩層比對結果，地表淺處大甲斷層的垂直移距約50~70公尺，斷層前緣已截切穿出地表，但斷層跡可能為崩積層或沖積層所覆蓋，因此在地表未發現露頭。大甲斷層南段，野外也未發現斷層露頭，而由鑽探結果顯示斷層的前緣已接近地表，並造成階地崖前緣局部剪切帶。